# Peak Castle
Peak Castle（前稱：百佳商業中心）是香港一座商業大廈，位於香港九龍長沙灣青山道476號，樓高為23層。
2015年7月，興勝創建以9.98億港元向江達可收購百佳商業中心。其後，興勝創建翻新百佳商業中心，並易名為Peak Castle。
2018年，太盟投資集團以8億港元購入Peak Castle五成業權。2020年，Peak Castle以18億港元易手。